# Радомирски манастир
Радомирският манастир „Св. Възнесение Господне“ е православен манастир в град Радомир, разположен в западната част на България.
Манастирът е основан през XV век и е свързан със сръбския княз Лазар Хребелянович, като през следващите столетия претърпява множество преобразувания. Изоставен през XIX век, възстановен е през 1926 година и е основно ремонтиран през 1992 година. Главната му църква е кръстова базилика с купол. Фреските и иконите в църквата са творби на известни български художници и представят религиозни сцени и свещени личности.